# Augusto Sezanne
Augusto Sezanne (1856-1935) est un artiste peintre, architecte, céramiste, dessinateur, lithographe et illustrateur italien. Ses œuvres sont rattachées au style naturaliste et à l'Art nouveau.

## Biographie
Augusto Sezanne est né à Florence le 31 août 1856 mais passe toute sa jeunesse à Bologne où il demeure jusqu'en 1893. Il est formé par Gaetano Lodi (1830-1886) à l'académie des beaux-arts de Bologne.
Il enseigne les pratiques de la décoration artistique à la Reale Accademia residente in Modena, puis, de 1883 à 1893, il dirige l'atelier de céramique des beaux-arts de Bologne. L'année suivante, il commence à enseigner à l'Académie des beaux-arts de Venise l'architecture et la décoration.
Son premier travail de peintre, une toile appelée Requiem, est exposé à Turin en 1880 : durant les années 1880, il expose un peu partout en Italie (Rome, Milan, Florence, Venise…). En 1887, il illustre de 23 compositions l'album intitulé L'Eau publié chez Jules Rothschild, préfacé par Alphonse Daudet.
Dès 1897, il est l'un des affichistes préférés de la Biennale de Venise : en 1912, il a droit à une salle à son nom ; il y expose jusqu'en 1932. 

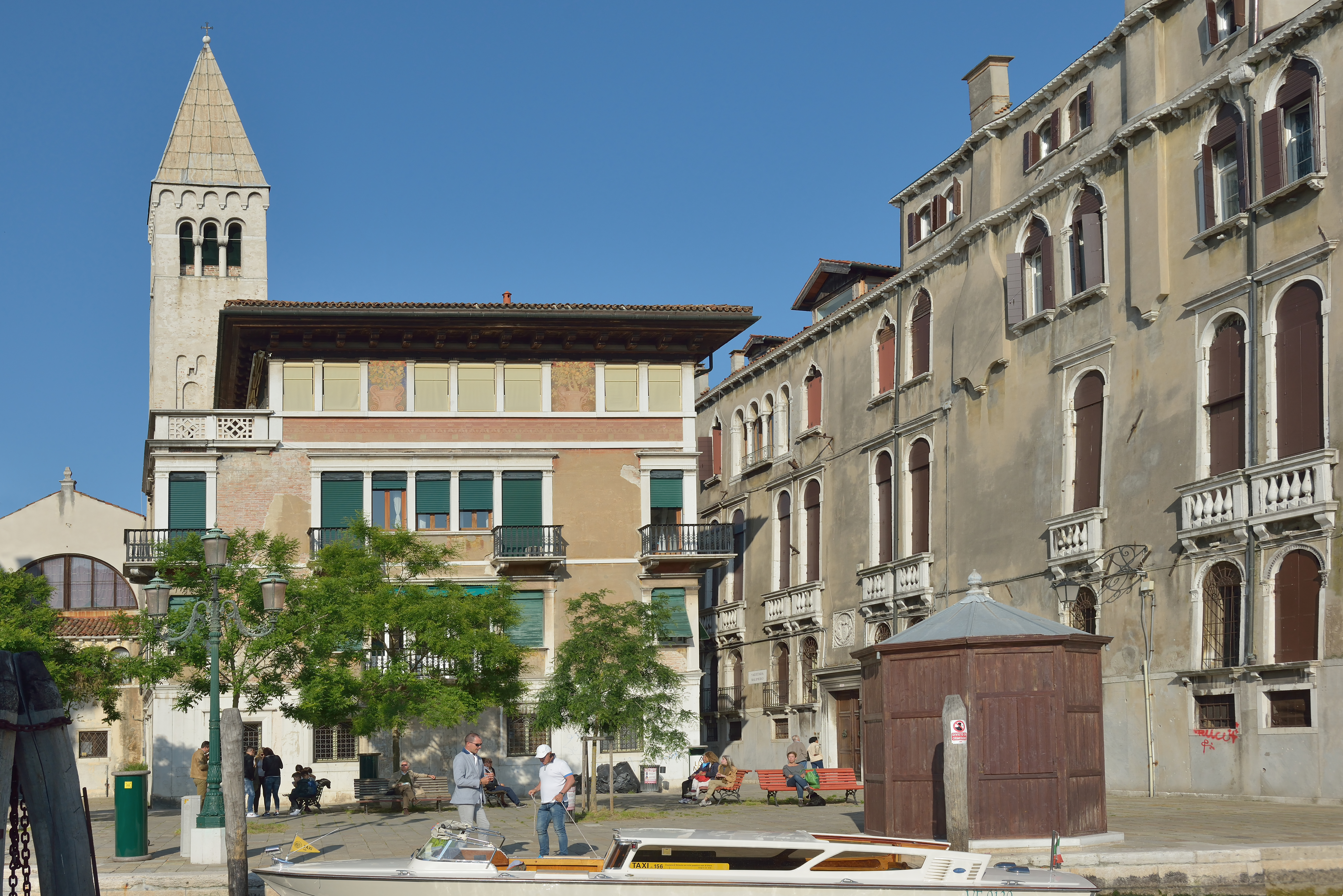
La casa Franceschini (aux volets verts), San Samuele, Venise.

Pour Venise, il est aussi l'auteur du timbre commémoratif pour la restauration du campanile de la place Saint-Marc (1912).
En 1898, il devient membre de la Società Aemila Ars, qui promeut les arts appliqués en lien avec l'industrie tels que le design de meuble, les objets en verre, en céramique, etc. 
En tant qu'architecte, il a travaillé à un certain nombre de chantiers de restauration sur des bâtiments bolognais, le plus connu étant la casa Stagni à Canton dè Fiori (1880–1892), mais aussi originaux, comme le palazzina Majari (1908), originellement destiné à être une boutique pour les chocolats Majari, véritable écrin Art nouveau ou la casa Franceschini (1915) située Campo San Samuele à Venise.
Sezanne meurt le 5 mai 1935 à Venise.
Sa signature est un monogramme mêlant A et S.

## Œuvre

### Affiche

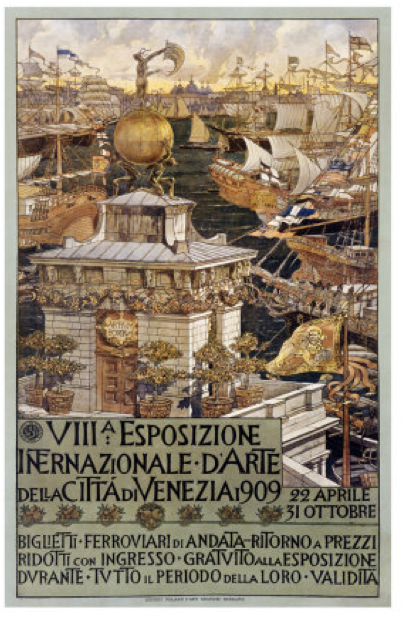
Affiche pour la 8e Biennale de Venise (1909) qui fut reportée avec le millésime 1910.

- Biennale de Venise : 1895 à 1903, 1907, 1909 [1910], 1912, 1914.

### Réalisation architecturale et ornementale
- Casa Stagni (1880-92), Canton dei Fiori, Bologne.
- Panneaux et fresques murales du Consiglio cittadino (1892) de Rovereto.
- Cassa di Risparmio [caisse d'épargne] (1904), Rovereto[5].
- Il Viaggio della vita (1905), mosaïques de la chapelle funéraire Stucky, cimetière de San Michele, Venise[6].
- Palazzina Majani (1908), Bologne.
- Casa Franceschini (1915), San Samuele, Venise.

### Illustration

#### Couverture de périodiques italiens (avec années d'édition)
- Anche Bologna! (1880).
- Italia ride (1900).
- La Lettura (1901).
- Musica et musicisti (1903).
- Il Secolo XIX (supplément illustré, 1902, 1904).
- Emporium (1907, 1909, 1912).
- Vita d'arte (1908).
- Il Soldato (1915-1918).

#### Ouvrage
- [almanach] Corrado Ricci, I mesi illustrati, douze gravures, 1882.
- [album], La Decorazione al Chat Noir, 1886.
- [album] L'Eau, vingt-trois compositions ; textes par Alphonse Daudet, Paul Arène, Charles Yriarte et Henri de Parville, Paris, Jules Rothschild, 1889.
- [partition] Carnaval vénitien. Suite mignon pour Piano à 4 mains par J. Burgmein [G. Ricordi] ; illustrations par Giovanni Mataloni, Leopoldo Metlicovitz et A. Sezanne, Milan, Casa Giulio Ricordi editore, 1897.
- Gabriel Mourey, La Gloire de Saint-Marc, vingt-trois gravures en couleurs d'après ses propres aquarelles, Paris, Plon, Nourrit & Cie, 1920.

## Élèves
- Adolfo de Carolis
- Vittorio Zecchin